# Laakdal
Laakdal – miejscowość i gmina (gemeente) w Belgii, w Regionie Flamandzkim, w prowincji Antwerpia, w okręgu Turnhout. 1 stycznia 2024 roku liczyła 16 753 mieszkańców. Powstała 1 stycznia 1977 r.

## Podział administracyjny
W skład gminy wchodzą cztery dzielnice (deelgemeente):
- Eindhout
- Varendonk
- Veerle
- Vorst